# エジプト末期王朝
エジプト末期王朝（エジプトまっきおうちょう）は、第26代サイス朝からペルシアの征服に至るエジプト第3中間期後のエジプト人による支配が最後に花開いた時代を言い、アレクサンドロス3世の征服と共に終わった。紀元前664年から紀元前332年まで続いた。
それはエジプトの国力が衰退し、滅び行く往時の大文化として最後のあがきだったとみなされることが多い。

## 第26王朝
サイス王朝としても知られる第26王朝は、紀元前672年から紀元前525年まで続いた。ナイル川から紅海への運河建設が始まった。

## 第27王朝
第1アケメネス朝（紀元前525年－紀元前404年）、この王朝は拡大するアケメネス朝のカンビュセス2世がファラオとして即位しエジプトを支配したためこのように呼ばれる。

## 第28王朝から第30王朝まで
第28王朝はサイスの王子であるアミルタエウス一人で成り立った王朝で、この王はペルシアに抵抗した。名前を刻んだ記念碑を建造せずに世を去った。この王朝は紀元前404年から紀元前398年の6年で終わった。
第29王朝は紀元前398年から紀元前380年にかけてメンデスを支配した。
第30王朝はエジプト第26王朝から芸術様式を取り入れた。3人のファラオが、紀元前380年からペルシアの再占領につながる紀元前343年の最後の敗戦まで支配した。

## 第31王朝
エジプト第31王朝の第2アケメネス朝があった。（紀元前343年－紀元前332年）

## 参照
- Roberto B. Gozzoli: The Writing of History in Ancient Egypt During the First Millennium BC (ca. 1070-180 BC). Trend and Perspectives, London 2006, ISBN 0-9550256-3-X
- Lloyd, Alan B. 2000. "The Oxford History of Ancient Egypt, edited by Ian Shaw". Oxford and New York: Oxford University Press. 369-394
- Quirke, Stephen. 1996 "Who were the Pharaohs?", New York: Dover Publications. 71-74